# Begraafplaats van Hautrage
De Begraafplaats van Hautrage is een gemeentelijke begraafplaats in het Belgische dorp Hautrage, een deelgemeente van Saint-Ghislain (Henegouwen). De begraafplaats ligt aan de Rue de Villerot op 360 m ten oosten van het dorpscentrum (Église Saint-Sulpice). De begraafplaats bestaat uit een oud gedeelte en een jongere uitbreiding en wordt afgebakend door een bakstenen muur. Er zijn twee toegangen die worden afgesloten door een tweedelig metalen traliehek. Tegen de zuidelijke muur van het oude gedeelte staat een open kapel waarin een groot kruisbeeld met twee biddende figuren staan. Deze kapel dient als begraafplaats voor de zusters Franciscanessen.

## Brits oorlogsgraf
Dicht bij de zuidelijke muur van het oude gedeelte van de begraafplaats, vlak voor de kapel, ligt het graf van de  Canadese militair Courtney Thomas Harris. Hij was sergeant bij de Princess Patricia's Canadian Light Infantry en sneuvelde op 8 november 1918. Oorspronkelijk was hij begraven in de buurt van de brug over het Kanaal Bergen-Condé maar werd later naar hier overgebracht. Zijn graf wordt onderhouden door de Commonwealth War Graves Commission en staat er geregistreerd onder Hautrage Communal Cemetery.
Op het grondgebied van het dorp ligt ongeveer 1600 m zuidoostelijker van het centrum de Britse militaire begraafplaats Hautrage Military Cemetery.